# Sheila Snickars
Sheila Snickars, född 30 september 1938 i Norrnäs i Närpes i Svenska Österbotten, är en finlandsfödd textilkonstnär och designer som numera bor i Trosa.
Hon är utbildad i Helsingfors, vid Nyckelviksskolan i Lidingö samt vid Konstindustriskolan i Göteborg 1963–1967
Sheila Snickars skapade ett stort antal textilier till offentliga miljöer och har också formgivit möbler, bland annat ett bord i körsbärsträ, en stol i stål och läder för personer med ryggbesvär och en barstol att sitta säkert och tryggt på. 
Som textilkonstnär var hon en av de första av 1960-talets framstormande textilkonstnärer i Norden, som betonade strukturen, fibrerna, och materialets associationsverkan i sitt bildspråk. Genom stipendier från bland annat Svenska Slöjdföreningen fick hon 1969 möjlighet att besöka Polen där textilkonstnärer som Magdalena Abakanowicz och Jolanta Owidzka var föregångare för den konstart som kom att kallas "Fiber Art". Sheila Snickars fick staliga konstnärsstipendium 1973/74 och 1977/78 samt kulturstipendier från Nyköpings kommun (1976), Kulturfonden Sverige och Finland (1977 och 1988), samt Södermanlands läns landsting (1978).
Under Sheila Snickars första år som textilkonstnär deltog hon i ett flertal samlingsutställningar i Sverige, men också utomlands i Danmark, Norge, USA, Frankrike, Senegal och Kanada. Dessutom hade hon separatutställningar i Sverige, Finland, Island, Norge, Färöarna och USA.
Många av hennes textila konstverk finns i offentliga miljöer varav särskilt märks en utsmyckning beställd 1984 av Statens konstråd i Stora tingssalen vid Förvaltningsbyggnaden för Länsrätten i Södermanlands län och Nyköpings tingsrätt. Gobelängen Farled (500 cm x 150 cm) pryder sedan 1980 Närpes kommunhus. 